# Bobadilla (Granada)
Bobadilla es un barrio de la ciudad española de Granada, en el distrito municipal de la Chana, situado en la zona noroccidental de la capital granadina. Bobadilla limita con los barrios de las Angustias-Chana-Encina y Rosaleda, así como con los términos municipales de Atarfe y Santa Fe. Es, junto con Lancha del Genil y El Fargue, uno de los tres núcleos situados fuera de los límites urbanos de la ciudad.
Con una población de 317 hab. (2010), es el barrio más pequeño de toda la ciudad de Granada.

## Historia

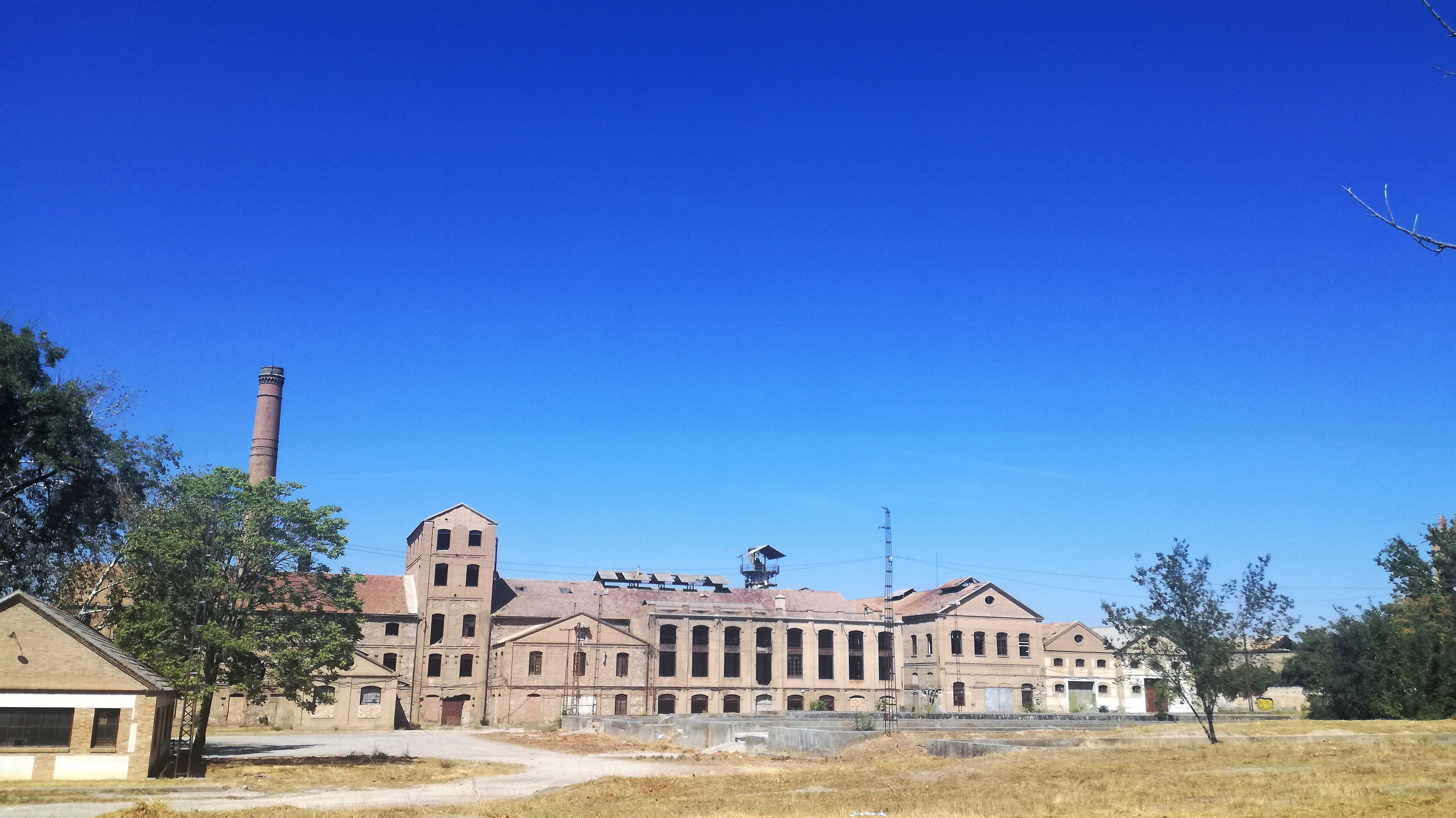
Azucarera de San Isidro e Ingenio de San Juan, en el barrio de Bobadilla

Durante el auge de la industria azucarera de Granada se edificaron en Granada y su vega numerosas azucareras para producir a partir de cultivos de remolacha. El barrio de Bobadilla se funda a principios del siglo XX con la edificación de la Azucarera de San Isidro (1901) y el Ingenio San Juan junto a la antigua carretera de Málaga, las vías del ferrocarril de la línea Bobadilla-Granada y la Acequia Gorda, para sus empleados y con tipología de vivienda rural. Desde 2015 las instalaciones industriales Azucarera San Isidro e Ingenio San Juan son Bienes de Interés Cultural (BIC).